# Francesco Mattina
Francesco Mattina conosciuto anche con il soprannome di MATT (Torino, 23 maggio 1979) è un disegnatore e illustratore italiano.
Nella sua carriera si è cimentato in diverse opere artistiche, spaziando dalla grafica pubblicitaria al concept design, mentre attualmente è impegnato come cover artist. Firma i suoi lavori con il suo soprannome, preceduto dal motto Live Rock.

## Biografia
Dopo la laurea in architettura, lavora per cinque anni come assistente alla cattedra di scenografia. Collabora con i vfx Studios come concept artist, dopodiché, grazie all'incontro con Andrea DiVito e Lee Bermejo, mostra i suoi lavori a C.B. Cebulski, autore ed editore per la Marvel Comics, e nel 2007 firma il suo primo contratto come cover artist presso La casa delle idee.
Nel 2009 inizia a collaborare anche con la DC Comics firmando le copertine di Batman Confidential, Batman: La spada di Azrael, Red Hood e The Joker's Asylum.
Successivamente lavora per DC comics Licensing e Warner Bros. come cover artist e disegnatore di immagini promozionali per il mercato dell'home video e dvd e, sempre nel 2009, collabora con la casa editrice Radical Comics, partner della casa di produzione cinematografica Intandem, per Afterdark e Ryder on the storm. Partecipa anche ad un video-documentario in due parti per la rivista La Repubblica XL intitolato 'XL Pirates of ComiCon.
Nell'autunno dello stesso anno diventa insegnante di fumetto, illustrazione e colorazione digitale presso la Scuola Internazionale di Comics di Torino.
Il 24/06/2024 è stato oggetto di un grande scandalo, secondo il quale avrebbe utilizzato l'IA per disegnare cover delle riviste DC. In seguito a queste accuse, le cover sono state ritirate dal mercato ed è stato licenziato dalla rivista, dopo essere già stato licenziato dalla Marvel per motivi simili.

## Opere
- Fantastici Quattro (2007)
- Nova (2007-2008)
- Thunderbolts (2007-2009)
- War Machine (2008-2009)
- Wolverine (2009)
- Darkwolverine (2009)
- Moon Knight (2009)
- Punisher (2010)
- Taskmaster (2010)
- Spider-Man 2099 (2014)
- Highway to Hell (2014)